# Ендру Визнески
Ендру Визнески (енгл. Andrew Wisniewski; Статен Ајланд, Њујорк, 1. септембар 1981) је бивши амерички кошаркаш. Играо је на позицији плејмејкера.

## Биографија
Колеџ-кошарку играо је прво на Универзитету Сент Питер'с из Њу Џерзија (од 1999. до 2000), а затим и на Универзитету Сентенери из Луизијане (од 2001. до 2004). На НБА драфту 2004. године није изабран, те се одлучио за каријеру у Европи.
Први европски клуб за који је наступао била је Црвена звезда у сезони 2004/05, а у редовима црвено-белих имао је просек од 12 поена, 2,4 скока и 3,3 асистенције по мечу. Наредних годину дана играо је у немачкој екипи Телеком Баскетс Бон и био је најбољи стрелац тамошњег првенства, као и учесник ол-стар утакмице.
Јула 2006. потписао је за италијански клуб Удине, али већ у децембру исте године прешао је у хрватску Цибону за коју је одиграо остатак сезоне 2006/07. и са којом је освојио национално првенство. Након тога уследиле су две сезоне у руским тимовима - прва у Урал грејту из Перма и друга у Спартаку из Санкт Петербурга.
Сезону 2009/10. одиграо је у израелском Макабију из Тел Авива. Са Макабијем је 2010. освојио Куп Израела и био је најкориснији играч финалне утакмице.
Јуна 2010. ангажовао га је турски Анадолу Ефес у коме је остао до испадања тима из Евролиге тј. фебруара 2011. године. У јануару 2012. потписао је за белгијски Спиру Шарлроа у коме се задржао до краја те сезоне и потом окончао професионалну каријеру.

## Успеси

### Клупски
- Цибона:
  - Првенство Хрватске (1) : 2006/07.
- Макаби Тел Авив:
  - Куп Израела (1) : 2010.

### Појединачни
- Најкориснији играч финала Купа Израела (1) : 2010.
- Најбољи стрелац Првенства Немачке (1): 2006.
- Учесник Ол-стар утакмице Првенства Немачке (1): 2006.